# العلاقات السنغالية البوليفية
العلاقات السنغالية البوليفية هي العلاقات الثنائية التي تجمع بين السنغال وبوليفيا.

## مقارنة بين البلدين
هذه مقارنة عامة ومرجعية للدولتين:
| وجه المقارنة                                              | السنغال                                              | بوليفيا                                          |
| --------------------------------------------------------- | ---------------------------------------------------- | ------------------------------------------------ |
| المساحة (كم2)                                             | 196.72 ألف                                           | 1.10 مليون                                       |
| عدد السكان (نسمة)                                         | 15.85 مليون                                          | 11.05 مليون                                      |
| الكثافة السكانية (ن./كم²)                                 | 80.57                                                | 10.05                                            |
| العاصمة                                                   | داكار                                                | سوكري، لاباز                                     |
| اللغة الرسمية                                             | لغة فرنسية، اللغة الولوفية، باديارا ‏، اللغة البلنتية | اللغة الإسبانية، اللغة الأيمرية، كتشوا، غوارانية |
| العملة                                                    | فرنك غرب أفريقي                                      | بوليفاريو بوليفي                                 |
| الناتج المحلي الإجمالي (بليون دولار)                      | 16.37 مليار                                          | 37.51 مليار                                      |
| الناتج المحلي الإجمالي (تعادل القوة الشرائية) بليون دولار | 36.62 مليار                                          | 74.58 مليار                                      |
| الناتج المحلي الإجمالي الاسمي للفرد دولار أمريكي          | 899                                                  | 3.08 ألف                                         |
| الناتج المحلي الإجمالي للفرد دولار أمريكي                 | 2.33 ألف                                             | 6.63 ألف                                         |
| مؤشر التنمية البشرية                                      | 0.466                                                | 0.662                                            |
| رمز المكالمات الدولي                                      | +221                                                 | +591                                             |
| رمز الإنترنت                                              | .sn                                                  | .bo                                              |
| المنطقة الزمنية                                           | 00                                                   | 00                                               |

## منظمات دولية مشتركة
يشترك البلدان في عضوية مجموعة من المنظمات الدولية، منها:
| علم المنظمة | اسم المنظمة                        | تاريخ انضمام السنغال | تاريخ انضمام بوليفيا |
| ----------- | ---------------------------------- | -------------------- | -------------------- |
|             | الاتحاد البريدي العالمي            | ?                    | ?                    |
|             | مؤسسة التنمية الدولية              | 31 أغسطس 1962        | 21 يونيو 1961        |
|             | منظمة حظر الأسلحة الكيميائية       | ?                    | ?                    |
|             | منظمة التجارة العالمية             | ?                    | 12 سبتمبر 1995       |
|             | الأمم المتحدة                      | 28 سبتمبر 1960       | 14 نوفمبر 1945       |
|             | وكالة ضمان الاستثمار متعدد الأطراف | 12 أبريل 1988        | 3 أكتوبر 1991        |
|             | منظمة الشرطة الجنائية الدولية      | ?                    | ?                    |
|             | مؤسسة التمويل الدولية              | 31 أغسطس 1962        | 20 يوليو 1956        |
|             | الاتحاد الدولي للاتصالات           | 15 نوفمبر 1960       | 1 يونيو 1907         |
|             | البنك الدولي للإنشاء والتعمير      | 31 أغسطس 1962        | 27 ديسمبر 1945       |
|             | يونسكو                             | 10 نوفمبر 1960       | 13 نوفمبر 1946       |

## وصلات خارجية
- موقع وزارة الخارجية السنغالية
- موقع وزارة الخارجية البوليفية